# Medvezhyegorsk

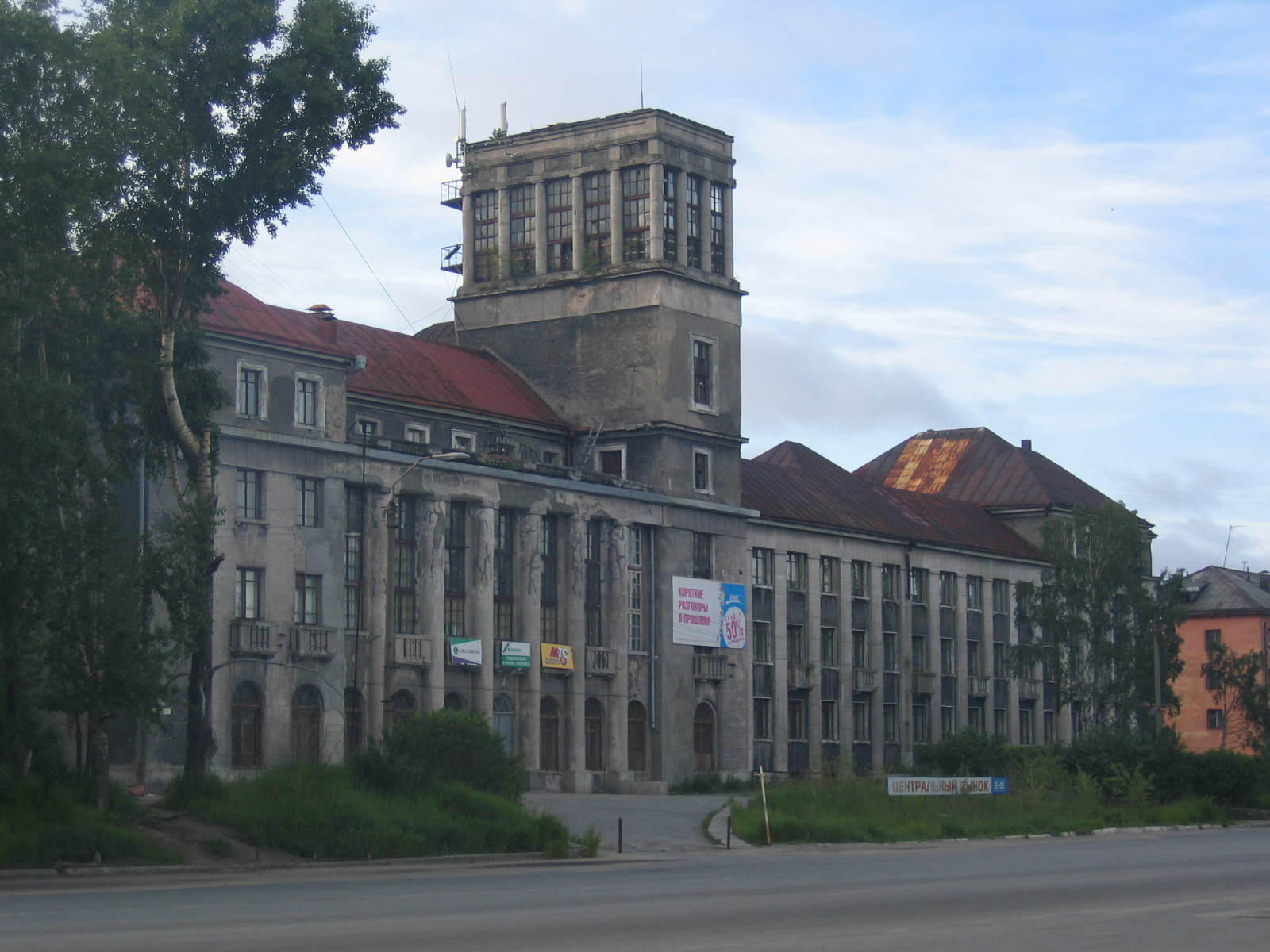
Prédio administrativo do Canal Mar Branco–Báltico em Medvezhyegorsk.

Medvezhyegorsk (em russo:  Медвежьего́рск; em carélio:  Karhumägi; em finlandês:  Karhumäki) é uma cidade e o centro administrativo do distrito de Medvezhyegorsky da República da Carélia, na Rússia. População: 15.533 (Censo de 2010); 17.283 (Censo de 2002); 20.373; (Censo de 1989) 1.800 (1959).